# Pseudomertensia rosulata
Pseudomertensia rosulata là loài thực vật có hoa trong họ Mồ hôi. Loài này được Ovcz. & Czuk. miêu tả khoa học đầu tiên.